# Chiesa di Maria Santissima Assunta (Palmi)
La chiesa di Maria Santissima Assunta è un luogo di culto cattolico di Palmi. L'edificio è ubicato nella frazione di Pietrenere e prospetta sul largo Spinelli.

## Storia
Nei secoli passati il borgo marinaro di Pietrenere era uno scalo per i traffici marittimi. Pertanto, nel 1770, il feudatario di Palmi Giovambattista II Spinelli vi fece edificare una cappella dedicata alle "Anime abbandonate del Purgatorio", con il culto della Madonna di Porto Salvo. Il feudatario decise di realizzare questa piccola chiesa poiché «mosso dalla pietà cristiana per consentire di assolvere al precetto festivo ai numerosi negozianti e marinai che sbarcavano e frequentavano lo scalo della Marina delle Pietre negre».
Nel 1977 venne edificata una nuova e moderna chiesa, demolendo i ruderi della cappella rurale del XVIII secolo, grazie all'opera del sacerdote Salvatore D'Agostino, allora parroco di san Fantino in Taureana. La chiesa venne inaugurata il 28 luglio 1977. Il progetto dell'edificio fu redatto dall'architetto Fulvio Nasso, la costruzione ad opera di maestranze locali ed il finanziamento economico avvenne grazie all'obolo dei fedeli.
Nel 1979 il luogo di culto e tutta la città di Palmi passarono dalla giurisdizione della diocesi di Mileto a quella nuova di Oppido Mamertina-Palmi.

## Descrizione

### Esterno
La facciata della chiesa è a un saliente interamente occupata nella parte bassa dal portone d'ingresso e dalla soprastante vetrata a tutta larghezza, che segue l'inclinazione della copertura. Completa la facciata una cornice aggettante anch'essa inclinata come la copertura.

### Interno
Al suo interno la chiesa è formata da una sola navata rettangolare, che corrisponde sia all'aula che al presbiterio, rialzato di tre gradini rispetto al resto dell'edificio.
Le pareti laterali non risultano scandite da pilastri ne suddivise in campate.
Nella parete sinistra, partendo dall'ingresso, sono collocate alcune Stazioni della Via Crucis, una mensola che sorregge una piccola statua dipinta di San Giuseppe con Gesù bambino e infine un bassorilievo raffigurante l'Assunzione di Maria, realizzato da Maurizio Carnevali.
Nella parete destra, sempre partendo dall'ingresso, è posizionata una statua di San Pio da Pietrelcina, successivamente si apre un'ampia finestra rettangolare alla quale seguono le restanti Stazioni della Via Crucis, un'immagine del Sacro Cuore di Gesù, un'ulteriore finestra a forma di croce e una statua dipinta del Cuore immacolato di Maria (XVII secolo), opera donata dalla famiglia del sacerdote don Saverio Margiotta.
La parete di fondo, di forma trapezoidale, risulta decorata da un rilievo in bronzo, con tabernacolo, e da un dipinto murale.
Il soffitto della chiesa è formato da una copertura inclinata costituita da un solaio in cemento armato. In corrispondenza della finestra rettangolare, sotto la copertura sono collocate due travi in cemento armato trasversali all'aula.
La pavimentazione è invece formata da mattonelle di cotto.

## Festività e ricorrenze
Dal 2013 e nel 2014 venne svolta, il 17 agosto, la festa di Maria Santissima Assunta, con celebrazioni religiose e civili. Tra le funzioni religiose vi fu la processione della statua dell'Assunta per le vie del borgo di Pietrenere mentre, tra gli eventi civili, vennero svolti concerti in piazza e spettacoli pirotecnici.

## Titoli
- Chiesa sussidiaria. Il luogo di culto appartiene alla Parrocchia di San Fantino.[6]

## Curiosità
Secondo la tradizione, in località Scala a poche centinaia di metri dall'edificio, venne ritrovata nell'XI secolo, tra i rovi e le rovine dell'antica Tauriana, la statua di Maria Santissima dei Poveri, molto venerata nella basilica di Seminara ed in tutta la diocesi di Oppido-Palmi.